# Meta von Salis
Meta von Salis (Igis, 3 gennaio 1855 – Basilea, 15 marzo 1929) è stata un'attivista e storica svizzera, regolare corrispondente di Friedrich Nietzsche.

## Biografia

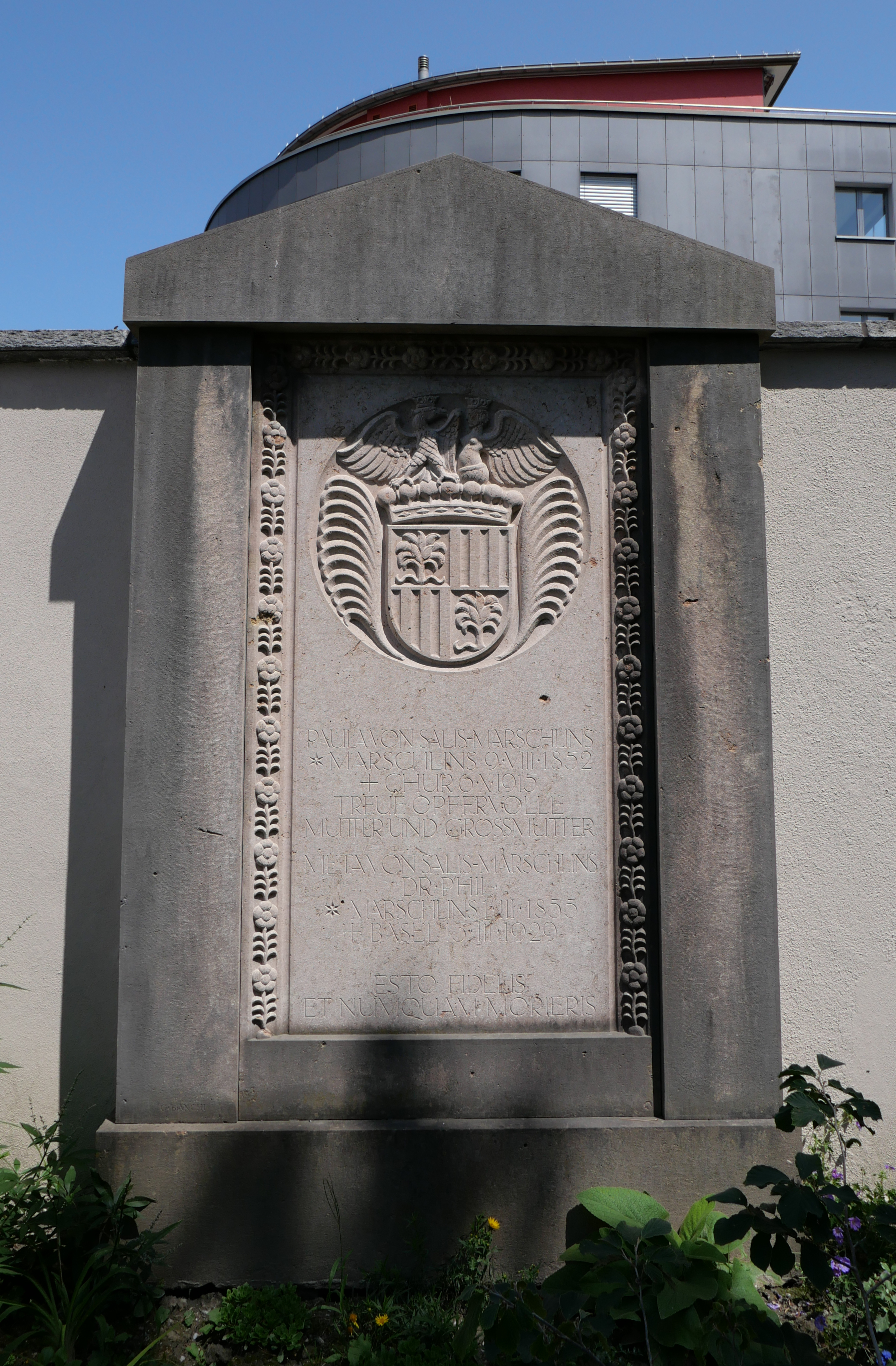
La tomba di Meta von Salis e di sua sorella Paula (1852-1915) nel cimitero di Daleu a Coira.

Meta von Salis nacque nel 1855 nella tenuta della sua famiglia, il castello di Marschlins a Igis, nel Cantone dei Grigioni, da Ursula Margaretha e dal naturalista Ulisse Adalbert von Salis. Frequentò una scuola femminile a Friedrichshafen, in Germania, dal 1863 al 1868, e poi frequentò un'altra scuola femminile a Rorschach, in Svizzera, fino al 1871. Dopo aver lasciato la scuola, lavorò come governante per numerose famiglie benestanti in Germania, Inghilterra e Irlanda prima di iscriversi all'Università di Zurigo nel 1883 per studiare storia e filosofia. Ottenne un dottorato di ricerca nel 1887 per una tesi su Agnese di Poitou, divenendo la prima donna svizzera a ottenere una laurea di dottorato. Disse di non essere interessata a completare la laurea fine a se stessa, ma piuttosto "nell'interesse della questione delle donne".
Dopo l'università, la von Salis lavorò come giornalista freelance e relatrice per il movimento del suffragio femminile in Svizzera. Nel 1887 scrisse un articolo pubblicato sullo Zürcher Post che fu uno dei primi a sostenere il suffragio universale per i cittadini svizzeri. Nel 1884 incontrò il filosofo e scrittore Friedrich Nietzsche a Zurigo. Nonostante il disprezzo di Nietzsche per le femministe e il movimento delle donne, il loro incontro "proiettò un luccichio d'oro" per il resto della sua vita", e formarono un'amicizia duratura. Dopo il loro primo incontro, la von Salis trascorse diverse settimane nel 1886 e nel 1887 nella sua residenza estiva a Sils Maria. Benché fossero amici intimi, la von Salis si inorridiva quando qualcuno suggeriva che lei e Nietzsche avrebbero dovuto sposarsi. Nel 1894 aiutò Elisabeth Förster-Nietzsche, sorella del filosofo, a fondare il Nietzsche-Archiv, ma la von Salis cessò il suo coinvolgimento nella causa dopo una lite con la Förster-Nietzsche. Nonostante ciò, fu la von Salis ad acquistare la Villa Silberblick a Weimar, dove Nietzsche e sua sorella vissero per gli ultimi anni della loro vita prima di diventare la dimora permanente della collezione del Nietzsche-Archiv.
La Von Salis fu brevemente imprigionata nel 1904 per oltraggio alla corte dopo aver tentato di difendere due donne ingiustamente accusate in un caso di appropriazione indebita. Disillusa dal processo democratico svizzero, si trasferì poi a Capri con la sua vecchia amica Hedwig Kym. Dopo il matrimonio di Kym con Ernst fig Winter, la von Salis continuò a vivere con la coppia nella loro casa di Basilea dal 1910 fino alla sua morte nel 1929. Negli ultimi anni di vita si allontanò dal movimento femminista, mentre la maggior parte dei suoi scritti si concentrò sul nazionalismo tedesco e sulla teoria conservatrice della razza.